# Leposternon polystegum
Leposternon polystegum — вид плазунів з родини амфісбенових (Amphisbaenidae). Ендемік Бразилії.

## Поширення і екологія
Leposternon polystegum мешкають в штатах Пара, Ріу-Гранді-ду-Норті, Пернамбуку, Баїя, Сеара, Мараньян і Параїба на північному сході Бразилії. Вони живуть у вологих атлантичних лісах, в саванах серрадо та в каатинзі. Живляться мурахами, термітами і дощовими черв'яками.